# أنورثيت
أنورثيت هو حجر طبيعي مكون من الكالسيوم والبلاغيوكلاس فلدسبار. والبلاغيوكلاس هو عبارة عن معدن موجود في القشرة الأرضية. صيغة أنورثيت النقي هو كالسيوم ألومنيوم ثنائي أكسيد السيليكون أكسجين CaAl2Si2O8.